# Полстаун
Полстаун (англ. Paulstown; ирл. Baile Phóil) — деревня в Ирландии, находится в графстве Килкенни (провинция Ленстер).

## Демография
Население — 598 человек (по переписи 2006 года). В 2002 году население составляло 292 человек.
Данные переписи 2006 года:
| Общие демографические показатели |               |                               |                               |      |      |
| Всё население                    | Всё население | Изменения населения 2002—2006 | Изменения населения 2002—2006 | 2006 | 2006 |
| 2002                             | 2006          | чел.                          | %                             | муж. | жен. |
| 292                              | 598           | 306                           | 104,8                         | 310  | 288  |